# Pegida UK

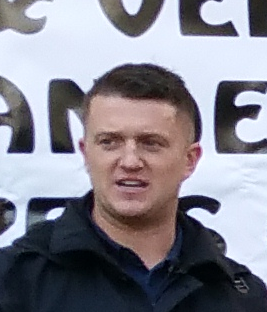
Tommy Robinson lors d'un rassemblement Pegida à Utrecht, aux Pays-Bas, le 11 octobre 2015.

Pegida UK est un ancien groupe anti-islam créé au Royaume-Uni par Tommy Robinson en 2016. Il porte le nom du groupe allemand Pegida (Patriotische Europäer gegen die Islamisierung des Abendlandes, « Groupes patriotiques européens contre l'islamisation de l'ouest »).

## Histoire
À la suite d'une tentative d'organiser une marche « Pegida UK » à Londres à l'été 2015 par d'anciens membres de l'English Defence League (EDL), un deuxième lancement du groupe est organisé le 4 janvier 2016 dans un pub de Toddington (Bedfordshire), par Tommy Robinson. Paul Weston (président d'un groupe politique spécifique, Liberty GB) est désigné pour diriger le groupe et Anne Marie Waters (présidente de Sharia Watch) est nommée troisième membre de l'équipe de direction de Pegida UK.
Robinson déclare qu'il espère que Pegida UK sera différente de l'EDL, qu'elle attirera une population plus « de classe moyenne » et découragerait le « comportement grossier et la violence alimentée par l'alcool » de l'EDL. Robinson demande l'arrêt de l'immigration musulmane, la fermeture des tribunaux de la charia, l'interdiction du port de la burqa et un moratoire sur la construction de mosquées. 
L'événement qui lance Pegida UK est une marche organisée à Birmingham le 6 février 2016. Elle attire environ 200 personnes, soit moins que la tentative de Pegida UK de 2015, avec une contre-manifestation plus petite également. 
Fin 2016, le groupe a pratiquement disparu. Ses dirigeants se sont tous tournés vers d'autres projets. Robinson rejoint peu après la chaîne d'information canadienne de droite Rebel Media. Weston recommence à se concentrer sur son parti politique Liberty GB, qui est ensuite dissous afin de s'associer au parti de Waters For Britain. 
Pegida UK n'est pas le seul échec du groupe. Originaire de Dresde, en Allemagne, l'organisation tente de s'étendre à travers le continent. En 2016, les tentatives de lancement de Pegida en Suisse, en Irlande, en France, en Autriche, au Danemark et en Estonie n'aboutissent pas. 